# دولت رانت‌خوار
دولت رانتیر یا دولت تحصیلدار به دولتی گفته می‌شود که از منابع مستقل مالی به جز مالیات از جامعه برخوردار بوده و بنابراین با استقلال بیشتری می‌تواند سیاست‌ها و خواست‌های دولتی را به اجرا گذارد. ماهیت دولت رانتیر به گونه‌ای است که در آن جامعه وزنهٔ قابل اعتنایی به‌شمار نمی‌رود چرا که دولت در سایهٔ دریافت رانت‌ها از خارج (با فروش نفت یا هر مادهٔ خام دیگر) به منابع داخلی درآمد (مالیات‌ها، عوارض و صدور کالاهای صنعتی) احساس نیاز نمی‌کند.
رانت اصطلاحی است که از علم اقتصاد وارد مباحث سیاسی و اقتصاد سیاسی شده‌است. رانت در علم اقتصاد به اجاره زمین واجاره بها گفته می‌شود و به‌طورکلی هرگونه درآمدی که حاصل کار و تلاش تولیدی نباشد تحت عنوان رانت نام‌گذاری می‌شود. در اقتصاد سیاسی، رانت به درآمدهایی گفته می‌شود که از منابع خارجی (فروش موادخام، منابع زیرزمینی) به تملک دولت درمی‌آید و از یک فعالیت مولد اقتصاد داخلی به دست نمی‌آید مثل درآمدهای نفتی.

## انواع رانت
1. رانت اقتصادی: این رانت ناشی از عوامل اقتصادی مثل سیاست‌های حمایتی، کنترل قیمتها، نحوه توزیع بودجه و اعتبارات دولتی، محدودیت‌های بازرگانی است.
2. رانت سیاسی:به مواقعی که دولت و احزاب صاحب قدرت که توزیع و تصمیم‌گیری در خصوص منابع ثروت و قدرت را در اختیار دارند و بین افراد جامعه تبعیض قائل شوند گفته می‌شود.
3. رانت اجتماعی: برخورداری ازبرخی امتیازات ویژه که خارج ازصلاحیتهای فردی و شایستگی‌های ذاتی برخی افرادنصیبشان می‌گردد. مثلاً برخورداری از یک موقعیت شغلی، روابط خویشاندی، قرارگرفتن دریک گروه یاتشکل خاص

۴- رانت اطلاعاتی:دستیابی زودهنگام وانحصاری به اطلاعات اقتصادی درزمینه‌هایی مثل بازارسهام، سیاست‌های پولی، ارزی، بازرگانی و… که منجربه شکل‌گیری رقابت ناسالم اقتصادی دربازار سرمایه می‌گردد.

## دولت رانتخوار و ویژگی‌های آن
به دولتی که قسمت عمده درآمد خود را ازمنابع خارجی و به شکل رانت دریافت کند دولت رانتخوار گویند طبق تعریف ببلاوی درکتاب دولت رانتیرویژگی‌های دولت رانتیرعبارتنداز:
1. باید از خارج از کشور تامین گردد.
2. در یک دولت رانتخوار، اکثر افراد جامعه دریافت‌کننده و توزیع‌کننده رانت‌اند.

۳-دولت رانتیر دریافت‌کننده اصلی رانت خارجی است. ازاین ویژگی‌ها می‌توان نتیجه گرفت که اکثرکشورهای تولیدکننده وصادرکننده نفت دولت رانتیربه شمارمی آیندچون رانت خارجی در این کشورها مستقیماً به خزانه دولت سرازیرمیشود.

## تأثیر و پیامدهای رانت

### الف-برساخت دولت
۱-افزایش استقلال دولت از جامعه: با دریافت رانت توسط دولت، دولت دیگر نیازی به منابع داخلی مثل مالیات، عوارض و… ندارد
۲-بی‌نیازی دولت ازایجاد دموکراسی و ممانعت از توسعه سیاسی: که این امر خود نتیجه اسقلال دولت است که سبب می‌شود دولت مردم را در قدرت مداخله ندهد وقتی دولت به مردم فشار مالی وارد نکند پس دموکراسی را هم برای جامعه قایل نمی‌شود و مانع از توسعه سیاسی واستقرار دموکراسی در جامعه می‌شود.
۳-تضعیف توان استخراجی و باز توزیعی دولت: یکی از وظایف دولت، استخراج منابع از داخل جامعه و توزیع مجددآنست که میزان موفقیت در آن ملاکی برای سنجش کارایی آن دولت است که غالباً دولت‌های رانتیر دراین عرصه ضعیف‌اند. که سبب ایجاداختلال در رویه دموکراتیک و نابرابری اجتماعی در جامعه و عدم پیگیری صحیح سیاست‌ها توسط دولت‌ها می‌شود.

### ب-براقتصاد
۱-رشد روحیه رانتخواری در اقتصاد: تمام استعدادهای جامعه به فعالیت‌های مربوط به رانت تخصیص می‌یابد به جای نوآوری و پرداختن به فعالیت‌های مولد و در چنین شرایطی درآمد افراد به جای اینکه به کار و فعالیت تولیدی وابسته باشد به شانس و موقعیت آن‌ها در ساختار بروکراسی دولتی بستگی دارد
۲-اقتصاد مصرفی: در چنین دولتی، واردات عظیم کالاهای مصرفی و تجملی صورت می‌گیرد در صورتی که تولید در جامعه کم است و جامعه صرفاً به مصرف‌کننده کالا و خدمات تبدیل می‌شود
۳-افزایش هزینه‌های دولت: رانت دریافتی توسط دولت در اقتصاد داخلی هزینه می‌شود سرمایه‌گذاری‌های کلان در اقتصاد داخلی با ارائه خدمات رایگان یا ارزان باعث افزایش هزینه دولت می‌شود

## دولت شبه رانتخوار
کشورهایی هستندکه از طریق کمک‌های سیاسی ونظامی واقتصادی قدرت‌های بزرگ ومنطقه‌ای به حیات خود ادامه می‌دهندمثل سومالی که توسط آمریکا وروسیه حمایت می‌شود. همچنین مصرکه گاهی توسط آمریکا وشوروی سابق حمایت می‌شود. یمن نمونه بارز کشورهایی است که ۸۵درصدتولیدناخالص داخلی اش ازمحل درآمدکارگران مقیم خارجی تأمین می‌گردد.

## دولت رانتخوار درایران
رضاشاه نخستین کسی بودکه سهم درآمدهای نفتی رادردرآمدهای دولت افزایش داد وآنرا دراجرای طرح‌های توسعه ونوسازی کشور به کارگرفت ولی تا زمان به قدرت رسیدن رضاشاه به دلیل فقدان قدرت مرکزی درصدی ازدرآمدهای نفتی به عنوان حق محافظت ازتأسیسات نفتی به عشایر وایلات پرداخت می‌شد، اما با سرکوب عشایرتوسط رضاشاه، این درآمدها دوباره به دولت بازگشت با این حال درآمدنفتی دولت درعصرقاجاروپهلوی اول به حدی نبود که مهم‌ترین منبع درآمددولت تلقی گرددامابعد ازکودتای ۲۸ مرداد وآغاز فعالیت کنسرسیوم، درآمدنفتی ایران سیر ثابت وروبه رشدی داشت به نحوی که در سال‌های پایانی دهه ۱۳۳۰وابتدای دهه ۱۳۴۰درآمد نفتی منبع اصلی درآمددولت تلقی می‌شدکه در پی آن دولت رانتیر درایران شکل گرفت. باکودتای ۲۸ مرداد و پس ازآن ورود کنسرسیوم به صنعت نفت ایران، عملاً بسیاری ازاهداف نهضت ملی شدن صنعت نفت ازبین رفت. اماتولید وعرضه نفت ایران به کنسرسیومی واگذار شدکه ۵۰درصد ازخالص دریافتی –های خودرا به دولت ایران می‌پرداخت. این عامل ورشدتقاضاهای بین‌المللی برای خریدآن سبب تثبیت درآمدهای ملی نفت ایران شدکه ازآن به بعد حکومت به فکربهره‌برداری ازآن برای توسعه کشور افتاد وبرنامه‌هایی رابرای توسعه کشورتدوین کرد. نخستین برنامه در سال ۱۳۲۸(برنامه اول) بودکه به دلیل قطع درآمدهای نفتی درسال‌های نهضت ملی ناکام ماند امابابازگشت این درآمدها دومین برنامه این نهاد برای اجرای درسال‌های (۱۳۴۱–۱۳۳۴)ارائه شد که ۵/۶۴درصدازمنابع اجرای آن، سهم درآمدهای نفتی بود بنابراین سال ۱۹۵۷، سال تبدیل ایران به یک دولت رانتیراست وازاین زمان به بعدنفت، علاوه براینکه همواره سهمی بیش از۴۰درصد دردرآمدهای دولت ایران داشته به عنوان یک متغیرمستقل، نظام اقتصادی وسیاسی ایران راتحت تأثیر قرارداده‌است. حسین مهدوی با ارزیابی درآمد نفت ایران درهمین دوره نظریه دولت رانتیر راارائه داده وایران را مصداق بارز آن معرفی کرده و چنین آورده که سهم درآمدهای نفتی دولت از ۱۱ درصد در سال ۱۹۵۴ (تقریباً۱۳۳۳) به ۵۰درصد در سال ۱۹۶۵(تقریباً۱۳۴۲)افزایش یافته‌است. طی سال‌های دهه ۱۳۵۰ تا انقلاب اسلامی هیچگاه وابستگی دولت به درآمدهای نفتی زیر ۵۴ درصد نبود. البته درسال‌های ۱۳۵۷به دلیل اعتصاب کارکنان صنعت نفت، تولید نفت نیز کاهش یافت ودرآمدنفتی به ۱۵ میلیارد دلارکاهش یافت. نگاه کلی به میزان درآمدهای نفتی دولت در سال (۱۳۵۷–۱۳۳۲)نشان می‌دهد که تقریباً ازسال ۱۳۳۲، این درآمد بیش از۴۰درصد منابع درآمدی دولت راتامین کرده‌است. اگرقائل به تعریف ببلاوی در خصوص میزان لازم درآمد رانتی برای ساخت دولت رانتی راپذیرا باشیم (۴۲درصددرآمددولت) باید گفت از سال ۱۳۳۹ساخت دولت درایران رانتیربوده‌است.
اما رانت خواری و عدم شفافیت اقتصادی در ایران در سی سال گذشته و در جمهوری اسلامی از ناشفاف‌ترین وضعیت در سطح جهان بر خوردار بوده‌است. بنا به گزارش مرکز بین‌المللی شفافیت اقتصادی (Transparency International)، در سال ۲۰۱۳ از بین ۱۷۷ کشور به لحاظ شفافیت و فساد سیاسی و اقتصادی و اطلاع‌رسانی در مورد آن، مقام ۱۴۴ از نظر فساد اقتصادی و اداری را به خود اختصاص داد. اختلاس ۳ هزار میلیارد تومانی در ایران از نمونه‌های شناخته شده رانت خواری در ایران است. مرکز مطالعات لیبرالیسم نیز در گزارش‌های هفتگی خود در راستای شفافیت برای اقتصاد ایران به بررسی رانت در ایران می‌پردازد.

## راهکارهایی برای برون رفت ازاقتصاد رانتی درایران
۱-اتخاذروش‌هایی جزنفت برای تأمین بودجه :باتوجه به کمیابی منابعی مثل نفت، حکومت‌ها باید به دنبال راه دیگری برای تأمین بودجه باشند طی چهاردهه اخیر فروش دارایی‌هایی مانندنفت وگازحدود۵۵۰میلیارد دلاردرآمد برای کشوررقم زده درحالیکه توسعه‌ای رابرای کشوربه دلیل صرف شدن روی هزینه‌های جاری به جای سرمایه‌گذاری دربخش‌های مولد، رقم نزده‌است
۲-کوچک کردن دولت:پدیده رانت جویی اصولابامداخلات دولت دراقتصاد مقارن است. دخالت بیش ازحددولت درفعالیت‌های اقتصادی دربازار رقابت اختلال ایجادمی‌کند و زمینه رابرای گسترش فعالیت‌های فرصت طلبانه فراهم می‌سازد. درحالیکه وظیفه اصلی واولیه هردولتی باید تأمین امنیت و ارائه کالاها وخدمات عمومی باشد
۳-نهادینه‌سازی مالیات: بایدنظام وصول‌کننده مالیات رااصلاح نمودوضرورت توسعه اجتماعی رااجابت کرددرعین تاکیدبر اینکه نهادینه‌سازی مالیات پردازی برای جبران بخشی ازعایدات دولت، امری حساب شده، تدریجی و بلندمدت است